# Takashi Uchino
Takashi Uchino (født 15. februar 1988) er en japansk fodboldspiller, som spiller for den japanske fodboldklub AC Nagano Parceiro.